# 小行星24134
小行星24134（24134 Cliffordkim）是一颗绕太阳运转的小行星，为主小行星带小行星。该小行星于1999年11月19日发现。

## 轨道参数
小行星24134的轨道半长轴为365 440 830 km，2.4427863 UA，离心率为0.070。